# درماتوفیت
درماتوفیت یک عنوان رایج برای گروهی از قارچ‌ها ‌ از خانواده آرترودرماتاسه است که معمولاً باعث بیماری پوستی در جانوران و انسان می‌شود. به‌طور سنتی، سرده‌های این کپک‌های بی‌شکل عبارت‌اند از: ریزهاگ‌ها، روپوست‌رستان و مورستان. حدود ۴۰ گونه در این سه سرده وجود دارد. گونه‌هایی که قادر به تولید مثل جنسی هستند، متعلق به سرده آرترودرمی، از قارچ‌های کیسه‌ای هستند. تا سال ۲۰۱۹، در مجموع ۹ سرده از این خانوادهٔ زیستی شناسایی شده و طبقه‌بندی فیلوژنتیکی جدیدی نیز برای آن‌ها پیشنهاد شده‌است.
درماتوفیت‌ها باعث عفونت پوست، مو و ناخن می‌شوند و مواد مغذی مورد نیاز خود را از بافت‌های کراتینه‌شده به‌دست می‌آورند. واکنش جاندار میزبان به محصولات جانبی متابولیک حاصله از حضور این قارچ‌ها بر روی پوست، باعث التهاب می‌شود. کلنی‌های درماتوفیت‌ها معمولاً به‌دلیل ناتوانی آن‌ها در نفوذ به بافت‌های زنده ی میزبان دارای ایمنی بدنی فعال، محدود به لایه‌های غیرزندهٔ اپیدرم هستند. تهاجم آن‌ها باعث ایجاد پاسخ میزبان از خفیف تا شدید می‌شود.
اگرچه این عفونت‌ها توسط کرم‌ها ایجاد نمی‌شوند، برخی از این عفونت‌های پوستی به‌عنوان کرم حلقوی یا کچلی (که ترجمه ی لاتین «کرم» است) شناخته می‌شوند. تصور می‌شود که کلمه tinea (کرم) برای توصیف ظاهر مارمانند درماتوفیت روی پوست استفاده می‌شود. عفونت ناخن‌های پا و انگشتان دست، با عنوان اونیکومیکوزیس شناخته می‌شود. درماتوفیت‌ها معمولاً به بافت‌های زنده حمله نمی‌کنند، اما بر روی لایهٔ بیرونی پوست، ایجاد کلونی می‌کنند. گاهی اوقات نیز، این ارگانیسم‌ها به بافت‌های زیرپوستی حمله می‌کنند و در نتیجه کریون (Kerion) ایجاد می‌شود.

## انواع عفونت‌ها
عفونت‌های درماتوفیت‌ها بر روی پوست، مو و بخش سطحی ناخن‌ها تأثیر می‌گذارند و تظاهرات عفونت شامل اریتم، سفتی، خارش و پوسته‌پوسته‌ شدن است. درماتوفیتوزها عموماً در نواحی مرطوب و چین‌های پوستی ایجاد می‌شوند. درجهٔ عفونت به محل ایجاد عفونت، گونه‌های قارچی و پاسخ التهابی میزبان بستگی دارد.
عفونت‌های درماتوفیتوزها اگرچه در برخی موارد، به سختی قابل دیدن و حتی احساس کردن هستند، اما آن‌ها در مواردی می‌توانند «فوران‌های مزمن پیشرونده‌ای را ایجاد کنند که ماه‌ها یا سال‌ها طول می‌کشد و باعث ناراحتی و تغییرشکل قابل‌توجهی می‌شود.» درماتوفیتوزها به‌طور کلی بدون درد هستند و تهدیدکننده ی زندگی نیستند.

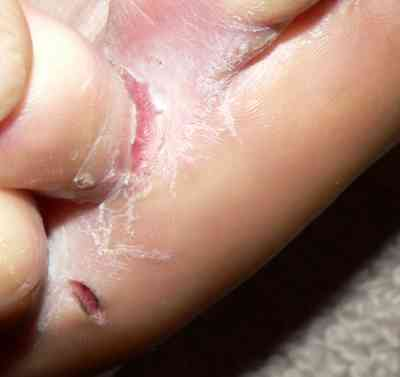
Tinea pedis که به نام پای ورزشکاران نیز شناخته می‌شود.

## انتقال
درماتوفیت‌ها از طریق تماس مستقیم با میزبان آلوده (انسان یا حیوان) یا از طریق تماس مستقیم یا غیرمستقیم با پوست یا موی آلوده در اشیائی مانند لباس، شانه، برس مو، صندلی تئاتر، کلاه، مبلمان، ملحفه، کفش، جوراب، حوله، فرش هتل، سونا و حمام منتقل می‌شوند. همچنین، انتقال ممکن است از تماس خاک به پوست رخ دهد. بسته به گونه، ارگانیسم ممکن است تا ۱۵ ماه در محیط، زنده باشد.
در حالی که حتی افراد سالم نیز ممکن است آلوده شوند، اما در صورت وجود آسیب قبلی به پوست مانند جای زخم، سوختگی، دما و رطوبت بیش از حد، حساسیت به عفونت افزایش می‌یابد.

## طبقه‌بندی
درماتوفیت‌ها بر اساس زیستگاه طبیعی خود به گروه‌های آلوده‌کننده ی انسان، زئوفیل (حیوانات) یا ژئوفیل (موجود در خاک) طبقه‌بندی می‌شوند.
- درماتوفیت‌های آنتروپوفیل به میزبان انسان محدود می‌شوند و التهاب خفیف و مزمن ایجاد می‌کنند.
- درماتوفیت‌های جانوری عمدتاً در حیوانات یافت می‌شوند و در انسان‌هایی که با گربه‌ها، سگ‌ها، گاوها، اسب‌ها، پرندگان یا حیوانات دیگر تماس دارند، واکنش‌های التهابی مشخصی ایجاد می‌کنند. عفونت همچنین ممکن است از طریق تماس غیرمستقیم با حیوانات آلوده، مانند موهای آن‌ها، منتقل شود.
- گونه‌های ژئوفیل معمولاً در خاک هستند اما گاه انسان‌ها و حیوانات را آلوده می‌کنند. آن‌ها یک واکنش التهابی مشخص ایجاد می‌کنند، که گسترش عفونت را محدود می‌کند و ممکن است منجر به درمان خود به خودی شود، اما ممکن است جای زخم نیز باقی بماند.

## فراوانی گونه‌ها
در آمریکای شمالی و اروپا، ۹ گونهٔ رایج درماتوفیت عبارت‌اند از:
- تریکوفیتون: rubrum, tonsurans, mentagrophytes, verrucosum و schoenlenii
- Microsporum: canis, audouinii و gypseum[۶]
- اپیدرموفیتون: فلوکوزوم[۶]
- حدود ۷۶ درصد از گونه‌های درماتوفیت جدا شده از انسان Trichophyton rubrum هستند.
- ۲۷ درصد تریکوفیتون منتاگروفیت هستند
- ۷ درصد تریکوفیتون ورکوزوم هستند
- ۳٪ تریکوفیتون tonsurans هستند
- به ندرت (کمتر از ۱%) Epidermophyton floccosum , Microsporum audouinii , Microsporum canis , Microsporum equinum , Microsporum nanum , Microsporum versicolor، Trichophyton equinum , Trichophyton kanei, Trichophyton kanei , Trichophyton kanei، و Trichophyton raviolub.[نیازمند منبع]

ترکیب این گونه‌ها در حیوانات اهلی و حیوانات خانگی کاملاً متفاوت است.

## همه‌گیرشناسی
از آن‌جایی که درماتوفیت‌ها در سراسر جهان یافت می‌شوند، عفونت‌های این قارچ‌ها بسیار رایج است.
عفونت در مردان بیشتر از زنان رخ می‌دهد، زیرا هورمون عمدتاً زنانهٔ پروژسترون، رشد قارچ‌های درماتوفیت را مهار می‌کند.

## داروها
داروهای عمومی برای عفونت‌های درماتوفیت شامل پمادهای موضعی هستند.
- داروهای موضعی مانند کلوتریمازول، بوتنافین، میکونازول و تربینافین.
- داروهای سیستمیک (خوراکی) مانند فلوکونازول، گریزئوفولوین، تربینافین و ایتراکونازول.

برای ضایعات پوستی گسترده، ایتراکونازول و تربینافین می‌توانند بهبود را تسریع کنند. تربینافین به‌دلیل تداخلات دارویی کمتر، بر ایتراکونازول ترجیح داده می‌شود.

## درمان
کچلی بدن، کچلی دست‌ها، کچلی کشاله ی ران، کچلی پا و کچلی صورت به‌صورت موضعی قابل درمان هستند.
کچلی ناخن معمولاً به درمان خوراکی با تربینافین، ایتراکونیزول یا گریزئوفولوین نیاز دارد. گریزئوفولوین معمولاً به اندازهٔ تربینافین یا ایتراکونیزول مؤثر نیست.
کچلی پوست سر باید به‌صورت داروی خوراکی درمان شود، زیرا دارو باید در عمق فولیکول‌های مو وجود داشته باشد تا قارچ را از بین ببرد. معمولاً گریزئوفولوین به مدت ۲ تا ۳ ماه به‌صورت خوراکی تجویز می‌شود. دوز بالینی تا دو برابر دوز توصیه‌شده ممکن است به‌دلیل مقاومت نسبی برخی از سویه‌های درماتوفیت استفاده شود.
کچلی پا معمولاً با داروهای موضعی مانند کتوکونازول یا تربینافین و قرص‌ها یا داروهای حاوی میکونازول، کلوتریمازول یا تولنافتات درمان می‌شود. آنتی‌بیوتیک‌ها ممکن است برای درمان عفونت‌های باکتریایی ثانویه که علاوه بر قارچ ایجاد می‌شوند (مثلاً از طریق خاراندن) لازم باشد.
کچلی کشاله ران باید تا حد امکان خشک نگه داشته شود.